# Diecezja Ōity
Diecezja Ōity – diecezja Kościoła rzymskokatolickiego w Japonii, w metropolii Nagasaki. Powstała w 1927 jako misja sui iuris Miyazaki. W 1935 misja została podniesiona do rangi prefektury apostolskiej, zaś w 1961 została ustanowiona diecezją pod obecną nazwą.